# Canada ai Giochi della VII Olimpiade
Il Canada ha partecipato ai Giochi della VII Olimpiade di Anversa con una delegazione di 52 atleti tutti uomini, suddivisi in 9 discipline.

## Medaglie
| Medaglia | Atleta          | Sport              | Evento                           |
| -------- | --------------- | ------------------ | -------------------------------- |
| Oro      | Earl Thomson    | Atletica leggera   | 110 metri ostacoli               |
| Oro      | Canada          | Hockey su ghiaccio | -                                |
| Oro      | Bert Schneider  | Pugilato           | Pesi welter                      |
| Argento  | George Vernot   | Nuoto              | 1500 metri stile libero maschili |
| Argento  | Chris Graham    | Pugilato           | Pesi gallo                       |
| Argento  | Art Prud'Homme  | Pugilato           | Pesi medi                        |
| Bronzo   | George Vernot   | Nuoto              | 400 metri stile libero maschili  |
| Bronzo   | Clarence Newton | Pugilato           | Pesi leggeri                     |
| Bronzo   | Moe Herscovitch | Pugilato           | Pesi medi                        |

### Medagliere per discipline
| Sport              | Oro | Argento | Bronzo | Totale |
| ------------------ | --- | ------- | ------ | ------ |
| Atletica leggera   | 1   | 0       | 0      | 1      |
| Hockey su ghiaccio | 1   | 0       | 0      | 1      |
| Nuoto              | 0   | 1       | 1      | 2      |
| Pugilato           | 1   | 2       | 2      | 5      |
| Totale             | 3   | 3       | 3      | 9      |